# Маки, Стив
Сти́вен Па́трик «Стив» Ма́ки (англ. Stephen Patrick «Steve» Mackey; 10 ноября 1966, Шеффилд, Англия, Великобритания — 2 марта 2023) — британский певец, автор песен, клавишник, гитарист и актёр.

## Биография
Родился 10 ноября 1966 года в Шеффилде (Англия, Великобритания). Учился в «Hucklow First», «Middle Schools», «Hinde House Comprehensive», «Richmond College of Further Education» и «Royal College of Art».
Начал свою музыкальную карьеру в середине 1980-х годов, а в 1989 году стал участником музыкальной рок-группы Pulp, в составе которой он записал пять студийных альбомов. В 2005 году исполнил роль бас-гитариста группы «Ведуньи» в фильме «Гарри Поттер и Кубок огня».

## Личная жизнь
С 2009 года женат на стилисте и модной журналистке Кэти Грант (род. 1971). У супругов есть сын — Марли Маки (род. 1996).

## Избранная фильмография
| Год  |   | Русское название          | Оригинальное название               | Роль                |
| ---- | - | ------------------------- | ----------------------------------- | ------------------- |
| 2005 | ф | Гарри Поттер и Кубок огня | Harry Potter and the Goblet of Fire | бас-гитарист группы |